# سیارک ۱۲۱۹۱
سیارک ۱۲۱۹۱ (به انگلیسی: 12191 Vorontsova، نامگذاری:1978TT8) دوازده هزار و صد و نود و یکمین سیارک کشف شده‌است که در ۹ اکتبر ۱۹۷۸ کشف شد.
قدر مطلق سیارک برابر ۲۵.۷ است.